# تولنتینو
تولنتینو (به ایتالیایی: Tolentino) یک کومونه در ایتالیا است که در استان ماچه‌راتا واقع شده‌است.

## خصوصیات
تولنتینو ۹۴٫۸۶ کیلومترمربع مساحت و ۲۰٬۳۷۲ نفر جمعیت دارد و ۲۵۶ متر بالاتر از سطح دریا واقع شده‌است.

## خواهرخوانده
شهرهای ایزولا و Émerainville خواهرخوانده‌های تولنتینو هستند.